# 何达
何达（1915年—1994年），福州闽侯人，生于北京，原名孝迭，是中国近代诗人。

## 生平
1930年开始新诗创作，起初受徐志摩、郭沫若、李金发、臧克家等人影响，后曾得到艾青指导，1942年进入西南联大学习。1946年转入清华大学社会学系，师从朱自清。1948年出版诗集《我们开会》，1949年移居香港，曾任香港作家联谊会理事，1976年參加愛荷華大學國際寫作計劃，1979年加入中国作家协会。著作有《我們開會》、《洛美十友詩集》、《何達詩選》、《長跑者之歌》、《興高采烈的人生》。